# ウチワエビモドキ
ウチワエビモドキ（団扇海老擬、Thenus orientalis）は、セミエビ科に分類されるエビの一種。インド太平洋の熱帯域に分布し、混獲されたものが食用に供される。

## 特徴
成体の体長は15cmほど。背中の正中線がわずかに隆起するものの、体は上から押しつぶされたように平たい。体の幅は前方ほど広く、後ろに行くほど狭くなる。他のセミエビ科のエビ類は複眼が背中側にあるが、ウチワエビモドキの複眼は甲の外縁につくので区別がつく。
背面は全て顆粒状突起に覆われ、甲のくぼみ部分には短毛も密生する。頭胸甲の正中線上に3つの突起、第2触角の縁には鋸状の歯があるが、頭胸甲の縁は複眼の後ろに小さな棘が2つあるのみで、ウチワエビやゾウリエビほど棘だらけではない。
インド太平洋に広く分布し、日本の南西諸島からフィリピン・ベトナム・インドネシア・タイランド湾・紅海南部で確認されている。水深8-100mの砂泥底に生息するが、一般には10-50mで見られる。オーストラリア東岸の個体群は、現在では別種のThenus parindicus とThenus australiensis とされている。和名はウチワエビと同様に砂泥底に生息し、姿も似ることに由来するが、ウチワエビより熱帯性が強い。沖縄ではスナワラグチャと呼ぶ。英語での地方名の一つ "Moreton Bay bug" は、オーストラリア・クイーンズランド州のモートン湾に由来する。

## 近縁種
ウチワエビモドキ亜科 Theninae はウチワエビモドキ属 Thenus のみからなる単型科で、5種が属するとされる。
- T. australiensis Burton & Davie, 2007
- T. indicus Leach, 1816
- T. orientalis (Lund, 1793) - ウチワエビモドキ
- T. parindicus Burton & Davie, 2007
- T. unimaculatus Burton & Davie, 2007

## 利用
大量に漁獲できるものではないが、地域によっては食用に供され、さまざまな料理に用いられる。肉は美味。

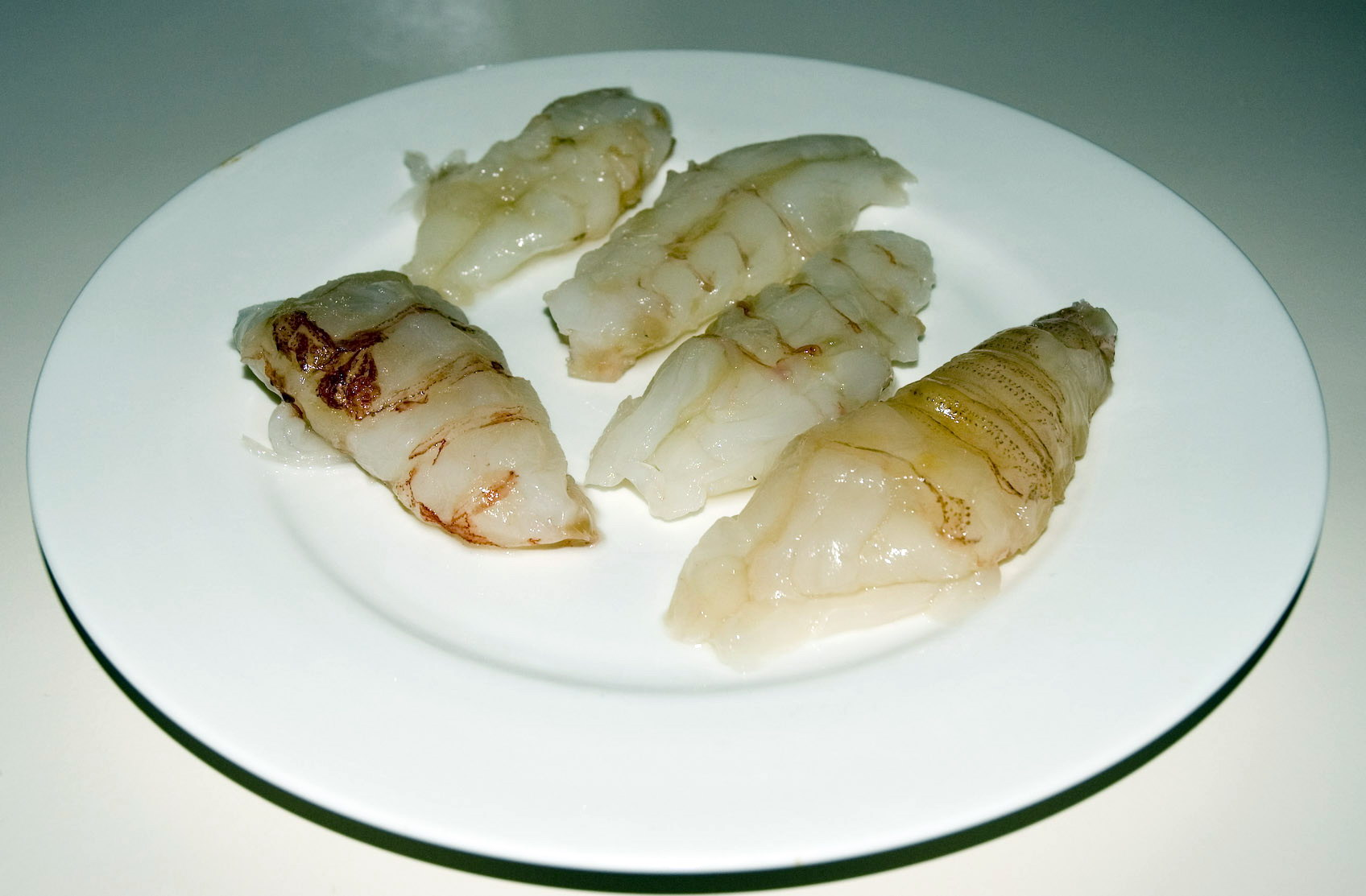
ウチワエビモドキの身